# Cudgen
Cudgen – miasto w Australii, w stanie Nowa Południowa Walia.